# Jum Nakao
Jum Nakao é designer, diretor de criação, e estilista brasileiro com ascendência japonesa. Vive na cidade de São Paulo onde se localiza seu ateliê.

## Carreira
Inicialmente Nakao cursou artes plásticas na FAAP, mas não concluiu o curso por não ter feito as matérias de licenciatura, então fez cursos voltados para a moda no CIT (Centro Industrial Têxtil), na década de 90 atuou na Carmim e desligou-se da grife especialmente para se dedicar ao evento Phytoervas Fashion, um desfile, que serviu para vitrine para suas criações, após isso foi contratado para atuar como gerente de criação na Zoomp, o estilista teve uma grande relevância com a coleção A Costura do Invisível. Em 2004, a coleção A Costura do Invisível foi apresentada na São Paulo Fashion Week, todas as etapas do processo foram compiladas e foi gerado um DVD e um livro, ao qual ambos são denominados A Costura do Invisível. Além do Brasil, Nakao já teve seus trabalhos expostos na França e no Japão.